# Авенариус, Георгий Александрович
Георгий Александрович Авена́риус (1903—1958) — советский киновед, архивист, педагог, один из основоположников изучения и хранения фильмов в СССР.

## Биография
В 1926 году окончил Одесскую актёрскую студию Общества друзей советского кино (ОДСК). Снимался в ролях второго плана в фильмах производства Всеукраинского фотокиноуправления ( ВУФКУ) — «Спартак», «Тарас Трясило» (оба — 1926), «Джимми Хиггинс» (1927) и других. Параллельно учился на операторском факультете Одесского кинотехникума, который окончил в 1929 году. Во время учёбы работал ассистентом оператора, в том числе на фильме Александра Довженко «Звенигора» (1928). Был приглашён на преподавательскую работу в только что организованный Киевский киноинститут, где в 1931—1936 годах читал курс истории и теории советского и зарубежного кино. В своих воспоминаниях режиссёр Владимир Галицкий писал:

Довженко говорил, что надо смотреть фильмы, изучать историю кино, и мы стали слушать лекции кинокритика Георгия Александровича Авенариуса, преподавателя Киевского киноинститута. Это был длинноногий, тощий дядя, удивительно знающий, книжный человек. Он знал имена всех актёров и режиссёров и сыпал длинными очередями названия всех фильмов мира. Вместе с ним, а потом и сами, мы потрошили нашу студийную фильмотеку. Просмотровые залы были вечно заняты, и все же, приходя пораньше, мы умудрялись смотреть по два-три фильма в день. Авенариус познакомил нас с образцами немецкого экспрессионизма, с Вернером Краусом в мистическом «Қабинете доктора Каллигари». Несколько дней были отданы лентам с Эмилем Янингсом — любимцем нашего времени — и мультфильмам Уолта Диснея.
В этот период опубликовал первые статьи по теории кинематографа: «К методологии определения киножанров» («Пролетарское кино», 1931, № 10 и 11), «Монтажные теории Эйзенштейна» и «Экспрессионизм в советском кино» (обе на украинском языке в журнале «Кино» в 1932 и 1933 годах). В 1935—1936 годах в журнале «Радянське кіно» вышли его работы по истории кино на украинском языке. Одни из них носили обзорный характер («Сорок лет кинематографа», «К истории развития украинской комедии»), другие — характер монографий («Проблема художественного образа в фильмах А. П. Довженко», «Рене Клер»). Тогда же была опубликована и его первая статья о Чарли Чаплине («Творческий путь Чарли Чаплина» — «Радянське кіно», 1936, № 8).
В 1936 году его пригласили на работу в Москву в Высший институт кинематографии (ВГИК), где он создал фундаментальный курс истории зарубежного кино. В 1938 году вышла его книга «Жан Ренуар». С 1939 года занимался также собранием, систематизацией, хранением, описанием и фильмографической обработкой зарубежных фильмов. В годы войны работал редактором и старшим консультантом Комитета по делам кинематографии при Совнаркоме СССР и Союзинторгкино.
В мае 1945 года в звании капитана вошёл в состав трофейной бригады Комитета по делам кинематографии, которая вылетела в Берлин. В его задачу входил вывоз фильмов из собрания рейхсфильмархива. Сценарист и киновед Иосиф Маневич вспоминал:

Это был настоящий фанатик кинематографа, хранивший в памяти тысячи названий, фамилий режиссёров, звёзд, бесконечное количество сюжетов и анекдотов. Он был высок и худощав, похож на голливудского актёра. Красивый и элегантный в штатском костюме, в кирзовых сапогах и в шинели не по плечу Авенариус имел нелепый вид и даже среди нас, «трофейных» капитанов и майоров, выделялся своим сугубо штатским видом. (...) Успех в отборе фильмов, конечно, принадлежит ему. Он готов был день и ночь сидеть над карточками, отбирать, выписывать номера и составлять списки. Работа по отбору и упаковке фильмов шла ежедневно в течение месяца. В июле мы её закончили и приготовили ящики к погрузке в вагоны. Авенариус вёз их через всю Европу, перегружал в Бресте.
В октябре 1948 года был назначен старшим научным сотрудником отдела обработки заграничного фильмофонда, перейдя в Госфильмофонд СССР с должности старшего консультанта отдела информации и рекламы Всесоюзного кинообъединения «Совэкспортфильм», а вскоре стал начальником этого отдела. Киновед Ростислав Юренев писал:

Его трудами создан фонд, историческая ценность которого должна быть приравнена к лучшим мировым библиотекам и музеям. Коллекция зарубежных кинокартин, собранных Госфильмофондом при научном руководстве Авенариуса, принадлежит к лучшим собраниям мира.
Работая в Госфильмофонде, продолжал преподавать во ВГИКе. Сценарист Борис Добродеев вспоминал:

Помимо того что он считался докой в своем деле, Георгий Александрович Авенариус был прекрасным лектором — живым, остроумным, язвительным. И артистичным.
В 1949 году в ходе кампании по борьбе с космополитизмом его кандидатская диссертация о французском «Авангарде», которую он защитил во ВГИКе 24 декабря 1946 года, подвергалась резкой критике. В заключении Высшей аттестационной комиссии (ВАК) автор диссертации был объявлен «законченным буржуазным космополитом»:

Диссертация представляет собой низкопоклонство перед упадочной буржуазной культурой, воспевание формалистов, принижение роли советского киноискусства. На стр. 11 Авенариус выдвигает тезис о том, что советские кинематографисты наряду с французскими и немецкими развивали одни и те же проблемы, поставленные на повестку дня развитием киноискусства.
На проработочном собрании во ВГИКе был раскритикован и его курс истории зарубежного кино. В своих воспоминаниях киновед Марк Зак писал:

Мы сидели в просмотровом зале, в задних рядах, я – недалеко от него. А со сцены в этот момент выступали и клеймили его. Авенариус очень нервно все время писал записки в президиум, просил слова, но ему отказывали. К этому я относился как к несчастью, общей беде, но не как к явлению политическому, террору... Все это напоминало скорее спектакль и невольно наблюдалось несколько со стороны. Потом меня спрашивали: «Хорошо, ваших преподавателей выгоняли из института, снимали с работы, что же вы молчали? Боялись?» Нет, животного страха не было, но мысль о прямом протесте не возникала.
Не дожидаясь пленума ВАКа, Авенариус забрал свою диссертацию. Его монография «История мирового кино» (1947) и первый том «Очерков зарубежного кино. Немое кино 1895–1927 гг.» (1948) не были опубликованы. В результате ему пришлось написать цикл публицистических статей, в которых тенденции развития американского кино разбирались с сугубо «идеологической» точки зрения — «Философия Голливуда», «Школа насилия и убийств», «Эстетика Голливуда» и др. Все они легли в основу новой диссертации на тему «Современное американское кино на службе поджигателей войны». Он также опубликовал несколько работ о взаимоотношениях с кино видных деятелей мировой культуры — «Произведения Л. Н. Толстого на зарубежном экране» (1953 ), «Федор Шаляпин перед киноаппаратом» (1955), «Бернард Шоу и кино» (1956). В середине 1950-х годов преподавал историю зарубежного кино в Высшем театральном училище им. М. С. Щепкина, был автором и ведущим популярной телевизионной передачи «Забытые ленты». Киновед Анри Вартанов писал:

Суховатая, безулыбчивая манера говорить, строгое обращение с фактами, минимум отсебятины и того, что называется «тянуть одеяло на себя», привлекали зрителей к личности первого ведущего программы о кино на ТВ. А может быть, и вообще первого ведущего культурной программы.
Особое место в деятельности Авенариуса занимало исследование творчества Чарли Чаплина. С конца 1930-х годов он работал над двухтомной монографией, посвященной режиссеру, однако успел закончить только первый том, охватывающий период до 1923 года. Работа «Чарльз Спенсер Чаплин: Очерк раннего периода творчества» стала его диссертацией на соискание ученой степени кандидата искусствоведения, которую он защитил в 1957 году. Она была опубликована посмертно в 1959 году в издательстве Академии наук СССР.
Именем Авенариуса названа одна из центральных улиц Белых Столбов, где расположен Госфильмофонд.